# Illyrische Kurzohrmaus
Die Illyrische Kurzohrmaus  oder Liechtenstein-Kleinwühlmaus (korrekt eigentlich Liechtensteins Kleinwühlmaus) (Microtus liechtensteini) ist ein  Säugetier aus der Unterfamilie der Wühlmäuse (Arvicolinae). Das kleine europäische Verbreitungsgebiet der Art reicht von den östlichen Alpen bis in das nördliche Kroatien und Serbien. Die Tiere leben dort überwiegend unterirdisch in Bereichen mit dichter Bodenvegetation. Die Illyrische Kurzohrmaus wurde früher meist als Unterart der Alpen-Kleinwühlmaus geführt, wird jedoch heute als eigene Art anerkannt. Sie gilt als ungefährdet.

## Kennzeichen
Die Illyrische Kurzohrmaus ist etwas größer als die ähnliche Kurzohrmaus. Die Kopf-Rumpf-Länge beträgt 84–115 mm, die Schwanzlänge 27–45 mm, die Länge des Hinterfußes 15–18 mm und die Ohrlänge 8–10 mm. Die Tiere wiegen 14–33 g. Das Fell ist auf der Oberseite hell gelblich und rötlich braun, die Unterseite und die Fußrücken sind weißlich behaart. Die Ohren sind fast völlig im Fell verborgen. Das Schädeldach ist leicht gewölbt und die Gehörkapseln sind relativ groß. Die Illyrische Kurzohrmaus ist von den extrem ähnlichen und nahe verwandten beiden Arten Bayerische Kurzohrmaus (Microtus bavaricus) und Alpen-Kleinwühlmaus (M. multiplex) nur molekulargenetisch oder durch die vergleichende Analyse mehrerer Zahn- und Schädelmaße unterscheidbar.

## Verbreitung und Lebensraum
Das relativ kleine Verbreitungsgebiet der Illyrischen Kurzohrmaus reicht von den italienischen Ostalpen und dem äußersten Südosten Österreichs bis Istrien und in die nordwestlichen Dinarischen Alpen in Kroatien. Südlich davon gibt es isolierte Vorkommen in der Pannonischen Ebene Kroatiens, in mittleren Bosnien und im Westen Serbiens. Außerdem ist die Art in Österreich auch noch von zwei isolierten Orten in den nördlichen Alpen bekannt. Sie bewohnt vor allem Lichtungen und kleine Wiesen mit dichter Bodenvegetation in Bergwäldern, aber auch trockene Wiesen und Heckensäume von Meereshöhe bis in 1700 m Höhe.

## Systematik
Wettstein beschrieb die Art anhand eines von ihm 1926 in Kroatien gesammelten Exemplars als Pitymis liechtensteini. Die frühere Gattung Pitymis wird heute als Untergattung Terricola zur Gattung Microtus gestellt. Das Artepitheton wurde von Wettstein zu Ehren „seiner Durchlaucht dem Fürsten Johann von zu Liechtenstein“ gewählt, gemeint war sicher Johann II.

## Lebensweise
Die Lebensweise entspricht offenbar weitgehend jener der Alpen-Kleinwühlmaus.

## Bestand und Gefährdung
Die Illyrische Kurzohrmaus ist lokal häufig, Hinweise auf Bestandsrückgänge gibt es nicht. Der Weltbestand gilt laut IUCN als ungefährdet („least concern“).